# أسامة كريم
أسامة كريّم (من مواليد 16 أغسطس 1992)، المعروف أيضًا باسم نعيم أو نعيم الحامد، هو إرهابي سويدي-سوري مدان ومتورط في تفجيرات بروكسل 2016. وكان واحداً من خمسة رجال اعتقلتهم الشرطة البلجيكية في 8 أبريل/نيسان 2016.
وكان حاضرا في عملية حرق الطيار الأردني معاذ الكساسبة والتي وصفها باراك أوباما بـ”الشريرة”.
في 25 يوليو 2023، أُدين كريم بارتكاب جريمة قتل إرهابية في هجمات 2016. وكان كريم قد شوهد مع منفذ عملية مترو الذي فجّر نفسه في مالبيك. وكان معه أيضاً حقيبة ظهر مليئة بالمتفجرات لكنه لم يفجرها.

## خلفية شخصية
ولد كريم عام 1992 في مالمو بالسويد لأبوين فلسطينيين مهاجرين من سوريا ونشأ في روزنغارد، بلدية مالمو. في سن الحادية عشرة، شارك في الفيلم الوثائقي عام 2005 "Utan gänser – en film om idrott och Integration"، وهو فيلم وصفته صحيفة أفتون بلادت السويدية بأنه "فيلم وثائقي عن كيفية النجاح بدمج" المهاجرين في المجتمع السويدي.
يُعتقد أن كريم قد توجه إلى التطرف في أوائل العشرينات من عمره، وكثيرًا ما كان يشاهد مقاطع فيديو لأنور العولقي، وهو إمام أمريكي ويمني ومحاضر إسلامي ومن كبار المجندين والمحفزين المزعومين المشاركين في التخطيط لعمليات إرهابية لصالح تنظيم القاعدة. وبحسب ما ورد حاول كريم أيضًا تجنيد شباب عرب سويديين آخرين للانضمام إلى القتال في سوريا. حتى إلقاء القبض عليه في بروكسل في 8 أبريل 2016، كان أحد أكثر الهاربين المطلوبين في أوروبا، ويعتبر من العناصر المتشددة في تنظيم داعش.

## الأنشطة الإرهابية
غادر السويد في عام 2014 للانضمام إلى تنظيم الدولة الإسلامية (داعش) في سوريا للقتال في صفوفها. وقيل إنه كان من أوائل السويديين المسلمين الذين غادروا البلاد للانضمام إلى داعش. في يناير 2015، تم التعرف عليه من قبل الصحافة السويدية مرة أخرى في منشور على فيسبوك أرسله إلى شقيقه في السويد يظهر فيه كما ورد في دير الزور، سوريا وهو يرتدي الزي العسكري، ويقف أمام علم داعش ويحمل بندقية من طراز أيه كي- 47.
في 14 مارس/آذار 2015، قام بتحميل مقطع فيديو على صفحته على الفيسبوك يُظهر إعدام شاب فلسطيني من القدس يبلغ من العمر 19 عامًا. وقد أعجب بالمقطع العديد من الأشخاص من مالمو، ومن بينهم شقيق كريم وأصدقاؤه، بالإضافة إلى أفراد في سوريا. وفي عام 2018، وجد المحققون البلجيكيون أن الكريم كان في مكان الحادث الذي أُحرق فيه طيار سلاح الجو الأردني معاذ الكساسبة البالغ من العمر 26 عامًا الذي حُرق حتى الموت على يد داعش في يناير 2015.
عاد لاحقًا إلى أوروبا باستخدام جواز سفر مزور مسافرًا على طريق الهجرة من سوريا إلى تركيا إلى ليروس، اليونان، حيث قدم نفسه في 20 سبتمبر 2015 باسم نعيم الحامد (على أنه مواطن سوري ولد في 1 يناير 1988 وأصله من حماة، سوريا حسب الأوراق المزورة). تحت هذا الاسم، واصل رحلته إلى أوروبا مقيمًا في بلجيكا. في بداية أكتوبر 2015، يُزعم أن كريم التقى بصلاح عبد السلام في أولم بألمانيا لمناقشة التعاون المحتمل في الهجمات الإرهابية. كان عبد السلام أحد الإرهابيين البلجيكيين المشتبه بهم المتورطين في هجمات باريس في 13 نوفمبر 2015. هرب عبد السلام من مكان الحادث، واختبأ لاحقًا في مولينبيك ببلجيكا، قبض عليه في 18 مارس 2016.
ويُعتقد أن كريم هو الرجل الذي شوهد على كاميرات المراقبة في مركز التسوق بروكسل سيتي 2، حيث اشترى حقائب الظهر المستخدمة لاحقًا في الهجوم الإرهابي الذي وقع في 22 مارس 2016 في مطار بروكسل في زافينتيم. وعثر على الحمض النووي الخاص به في شقة شيربيك (بروكسل) التي استخدمها مفجرو مطار زافينتيم. ويعتقد أنه كان الرجل الثاني إلى جانب المفجر خالد البكراوي [الإنجليزية]
 في محطة مترو بيتيون. ويُعتقد أن البكراوي هو الذي نفذ التفجير الذي وقع في محطة مترو مالبيك بعد دقائق من صباح يوم 22 مارس/آذار 2016. أثناء التحقيق معه، اعترف كريم بأنه هو منفذ تفجير المترو الثاني وأوضح أنه شعر بالندم في اللحظة الأخيرة.
في 19 أبريل 2016، ارتبط اسمه بهجمات باريس في نوفمبر 2015، وتبين أن الحمض النووي الخاص به كان موجودًا في الشقق التي استخدمها المهاجمون. وفي يونيو/حزيران 2018، سُلم إلى فرنسا إلى حجز قوات الدرك الوطني لاستجوابه بشأن دوره في هجوم باريس في 13 نوفمبر/تشرين الثاني، والذي قُتل فيه 130 شخصًا. وفي يونيو/حزيران 2022، حُكم عليه بالسجن لمدة 30 عامًا لمساعدته في التخطيط لهجمات باريس بما في ذلك الأسلحة التي حصل عليها.
في 25 يوليو 2023، أُدين كريم بارتكاب جريمة قتل إرهابية في هجمات 2016 في بلجيكا. وكان كريم قد شوهد مع منفذ عملية مترو الذي فجّر نفسه في مالبيك. وكان معه أيضاً حقيبة ظهر مليئة بالمتفجرات لكنه لم يفجرها.